# Либерально-демократическая партия Приднестровья
Либерально-демократическая партия Республики Приднестровье (ЛДПР Приднестровье) — политическая партия непризнанной Приднестровской Молдавской Республики, зарегистрированная 17 августа 2006 года Министерством юстиции ПМР под председательством Романа Худякова. Действующий лидер партии — Валерий Кулакли.

## История
В 1992—1998 годах приднестровское региональное отделение ЛДПР возглавлял министр местного хозяйства и транспорта ПМР Александр Сайдаков, который был убит в 1998 году.
17 августа 2006 года Министерством юстиции ПМР зарегистрирована Политическая партия «Либерально-демократическая партия Республики Приднестровье» под председательством уполномоченного ЛДПР в Приднестровье Романа Худякова, который в 2016 году был исключён из ЛДПР, в том же году прекратил работу сайт партии.